# Scottish Open 1912
Die Scottish Open 1912 waren die sechste Austragung dieser internationalen Meisterschaften von Schottland im Badminton. Sie fanden Anfang des Jahres in Edinburgh statt. Gemeinsam mit den offenen Titelkämpfen fanden auch die geschlossenen nationalen Titelkämpfe von Schottland statt.

## Titelträger der Scottish Open
| Disziplin    | Sieger                                    |
| ------------ | ----------------------------------------- |
| Herreneinzel | George Alan Thomas                        |
| Herrendoppel | George Alan Thomas Stewart Marsden Massey |
| Damendoppel  | V. I. Todd H. C. A. Longmuir              |
| Mixed        | Guy Sautter D. B. Drinkwater              |

## Sieger der Closed Scottish Championships
| Disziplin    | Sieger                        |
| ------------ | ----------------------------- |
| Herrendoppel | James Crombie H. J. H. Inglis |
| Mixed        | J. E. Crabbie D. Addis        |

## Referenzen
- Annual Handbook of the International Badminton Federation, London, 28. Auflage 1970, S. 268–274.